# 大伴子君
大伴 子君（おおとも の こきみ）は、飛鳥時代の人物。姓は宿禰。右大臣・大伴長徳の子。冠位は勤大弐。

## 経歴
子君の名は、『日本書紀』の持統天皇7年（693年）3月乙巳（16日）条にだけ見える。その日に新羅への使者として息長老と大伴子君、学問僧弁通、神叡が絁（あしぎぬ）、綿、布を賜った。息長老は前年11月8日にやはり新羅への使者として川内連と共に禄を賜っているが、そこに子君は見えない。何かの事情で彼らの出発が遅れ、子君が連と交代したのではないかと推測される。出発、帰国の記事はない。